# Kurt Wise
Pour les articles homonymes, voir Wise.
 (mai 2021).
Kurt Patrick Wise (né en 1959) est un géologue et créationniste Jeune-Terre américain qui occupa le poste de directeur au « Centre de recherche sur la Création » à l'université Truett McConnell de Cleveland, en Géorgie. Titulaire d'un doctorat en paléontologie de l'université Harvard, il écrivit plusieurs articles de soutien à la théorie créationniste et travailla pour le Creation Museum de Petersburg (Kentucky).

## Biographie

### Formation et début de carrière
Après une licence et un master de géologie, Kurt Wise obtient sa thèse de doctorat en 1989 à l'université Harvard sous la supervision de Stephen Jay Gould,. Profondément chrétien, il délaissera progressivement le monde académique pour se rapprocher du mouvement créationniste américain (mouvement religieux défendant que l'univers et la vie ont été créés par Dieu). 
En 1989, il est décrit par Robert Schadewald (en) (président du National Center for Science Education) en ces termes: « Il est difficile d'exagérer l'influence de Kurt Wise dans l'émergence du créationnisme moderne tel qu'il est pratiqué à ses niveaux les plus avancés. [...] Ces 12 dernières années, Kurt a travaillé sans relâche, en public et en privé, par l'exemple et la persuasion, pour convaincre ses collègues créationnistes d'affronter les faits et de trouver de nouvelles façons de les interpréter ».

### Enseignement et évolution dans le mouvement créationniste américain
Kurt Wise enseigne les sciences pendant 17 ans au Bryan College de Dayton, dans le Tennessee, où il est directeur du « Centre de recherche sur les Origines » (Center for Origins Research),.
En 2006, il rejoint le Séminaire théologique baptiste du Sud en tant que directeur du « Centre de théologie et des sciences à l'école », un poste précédemment occupé par un autre défenseur du dessein intelligent: William Dembski.
En 2009, il devient directeur du « Centre de recherche sur la Création » nouvellement créé à l'université Truett McConnell de Cleveland, en Géorgie.

## Thèses défendues
Wise défend une interprétation littérale de la Bible, affirmant que « la Terre est jeune et l'univers est jeune, je dirais moins de dix mille ans » et défendant que la science peut être utilisée pour soutenir et démontrer ces affirmations. Bien qu'il affirme que la science soutient sa position, il déclaré néanmoins que :

« Bien qu'il y ait des raisons scientifiques pour accepter l'hypothèse d'une Terre Jeune, je suis un créationniste Terre-Jeune parce que c'est ma compréhension des Écritures. Comme je l'ai partagé avec mes professeurs il y a des années quand j'étais à l'université, si toutes les preuves dans l'univers se retournent contre le créationnisme, je serais le premier à l'admettre, mais je serais toujours un créationniste parce que c'est ce que la Parole de Dieu semble indiquer. »

Wise rejettera aussi la théorie de l’évolution en déclarant que « le rejet de l'évolution n'implique pas nécessairement le rejet de toute la science. En fait, j'ai appris que la science doit son existence et sa raison d'être aux affirmations de l'Écriture. D'autre part, j'ai aussi appris que l'évolution n'est pas la seule affirmation de la science moderne qui doit être rejetée si l'Écriture est supposée vraie ».

## Critiques
Le biologiste Richard Dawkins déplorera à plusieurs reprises cet abandon de l'esprit critique au bénéfice d'une idéologie. 

« Kurt Wise n'a pas besoin de contradicteur, il est volontaire pour dire que, même si toutes les preuves dans l'univers contredisaient les Écritures, et même s'il en était arrivé à l'admettre, il prendrait toujours position pour les Écritures et nierait les preuves. Cela me laisse, en tant que scientifique, sans voix... Nous avons l'affirmation de ce qui est sans doute le scientifique le plus qualifié et le plus intelligent du mouvement créationniste qu'aucune preuve, aussi écrasante soit-elle, aussi globale soit-elle, aussi indéniable soit-elle, ne pourra jamais faire le faire changer d'avis. »